# Riera de Codonys
La Riera de Codonys és un corrent fluvial del Vallès Oriental, que neix al vessant sud del Pic del Vent, a la Serra Llisa, a l'est del terme municipal de Caldes de Montbui i baixa en direcció sud-est per a desembocar al marge dret de la Riera de Caldes, a cota 180.